# Хаит, Израиль Абрамович
Израиль Абрамович Хаит (1894 — 1938) — ректор Одесского института народного образования.

## Биография
Родился в 1894 году в Минской губернии. В 1918 году закончил еврейский учительский институт в г. Вильно.
По политическим убеждения принадлежал к левому крылу «Бунда». Позднее вступил в ВКП(б).
В 1922 0 1925 годах заведовал Одесским губернским отделом народного образования, работал редактором газет.
С 1 сентября 1925 года до 15 февраля 1926 года занимал должность ректора Одесского института народного образования.
Преподавал в Московском государственном университете. Был заведующим кафедрой педагогики, деканом физико-механического факультета, проректором. .
В 1934—1936 годах исполнял обязанности директора Украинского научно-исследовательского института педагогики.
С августа 1933 года до февраля 1937 года был заместителем народного комиссара просвещения Украинской ССР: курировал учебно-воспитательные вопросы, повышение квалификации работников дошкольных детских заведений; занимался разработкой учебных планов, подготовкой библиотечных работников.
Репрессирован. Расстрелян 22 сентября 1938 года в Киеве. Реабилитирован в 1956 году.

## Труды
- Про знахорів, які претендували на звання учених/ І. А. Хаїт// Комуніст. — 1927. — 23 жовтня.

- Система радянської освіти/І. А. Хаїт. — Харків: Книгоспілка, 1927. — 252 с.

- Педагогіка і політика/ І. А. Хаїт// Комуніст .— 1933.— 21 жовтня.

- За більшовистську чистку на фронті педагогічної теорії/ І. А. Хаїт. — Харків: Радянська школа, 1934. — 47 с.

- На педагогічні теми/ І. А. Хаїт. — Харків: Радянська школа, 1936.- 206 с.